# خرمن‌کوب

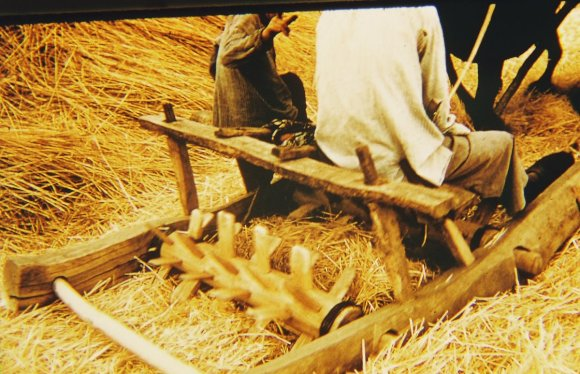
خرمن کوب قدیمی (جنجر)-ایران

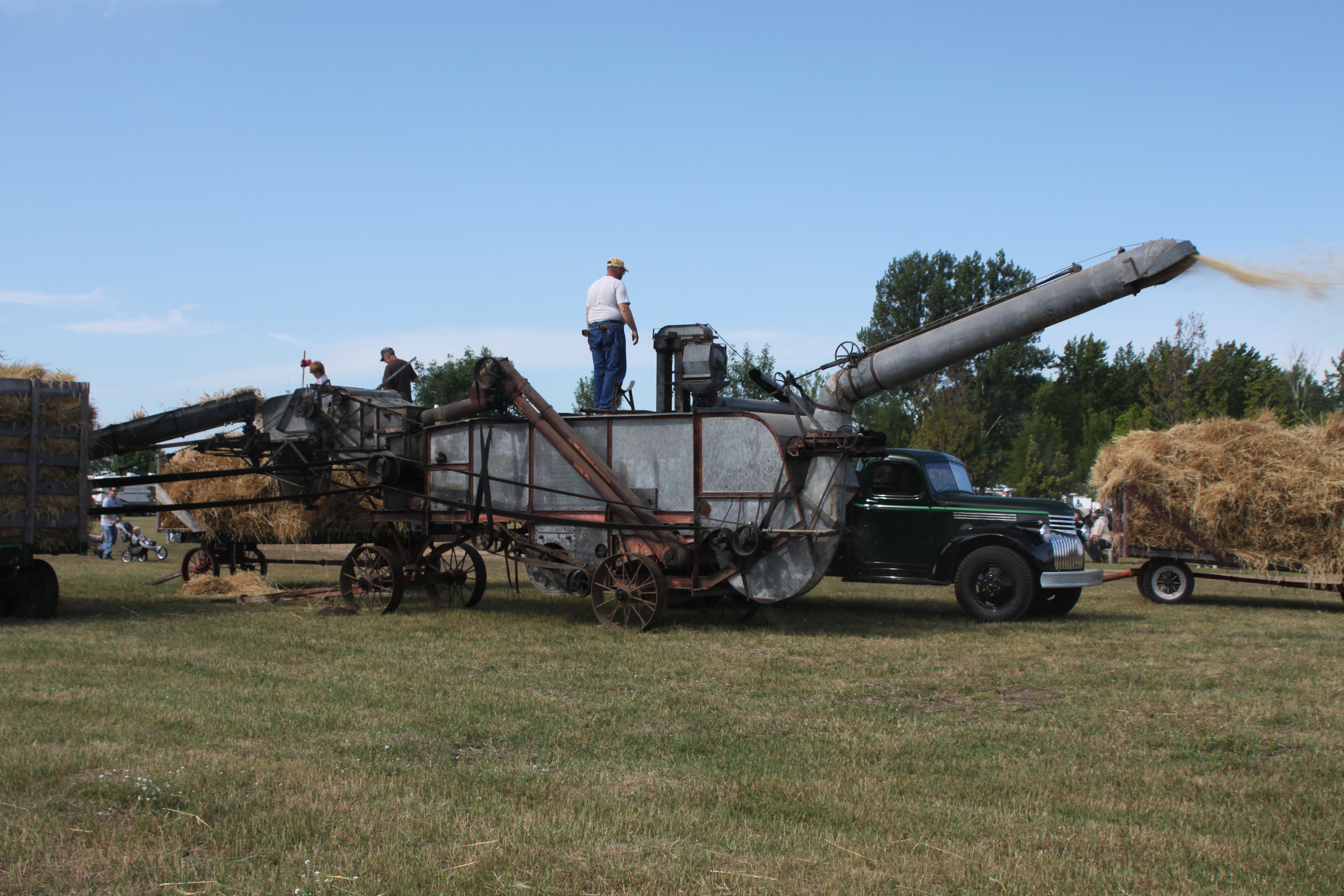
خرمن‌کوب در حال کار

خرمن‌کوب،وسیله‌ای است در کشاورزی که در قدیم بر خر و گاو می‌بستند و آن را بر روی غلات به‌ویژه گندم می‌دواندند تا گندم از ساقه جدا شده و کاه و گندم جدا گردد. خرمن‌کوب قدیم در واقع یک یا دو یا سه استوانه متحرک بود که دارای تیغه‌هایی در اطراف بود و با کشیده شدن توسط گاو و خر به حرکت درمی‌آمد. امروزه خرمن‌کوب‌ها تراکتور هستند یا با تراکتور یا برق کار می‌کنند.
خرمن به محوطه یا زمین مسطح و صاف‌شده و محکم‌شده با غلتک گفته می‌شد که بوته (پوته) گندم‌ها را در آنجا جمع می‌کردند تا خشک شود و برای کوبیده شدن توسط دستگاه آماده شود. این زمین با گل مخصوص تنورسازی محکم می‌شد و مانند آسفالت امروزی می‌گردید تا گندم با خاک آمیخته نشود. در حال حاضر دستگاه‌های کمباین نیازی به محوطه مخصوص برای کوبیدن گندم ندارند.

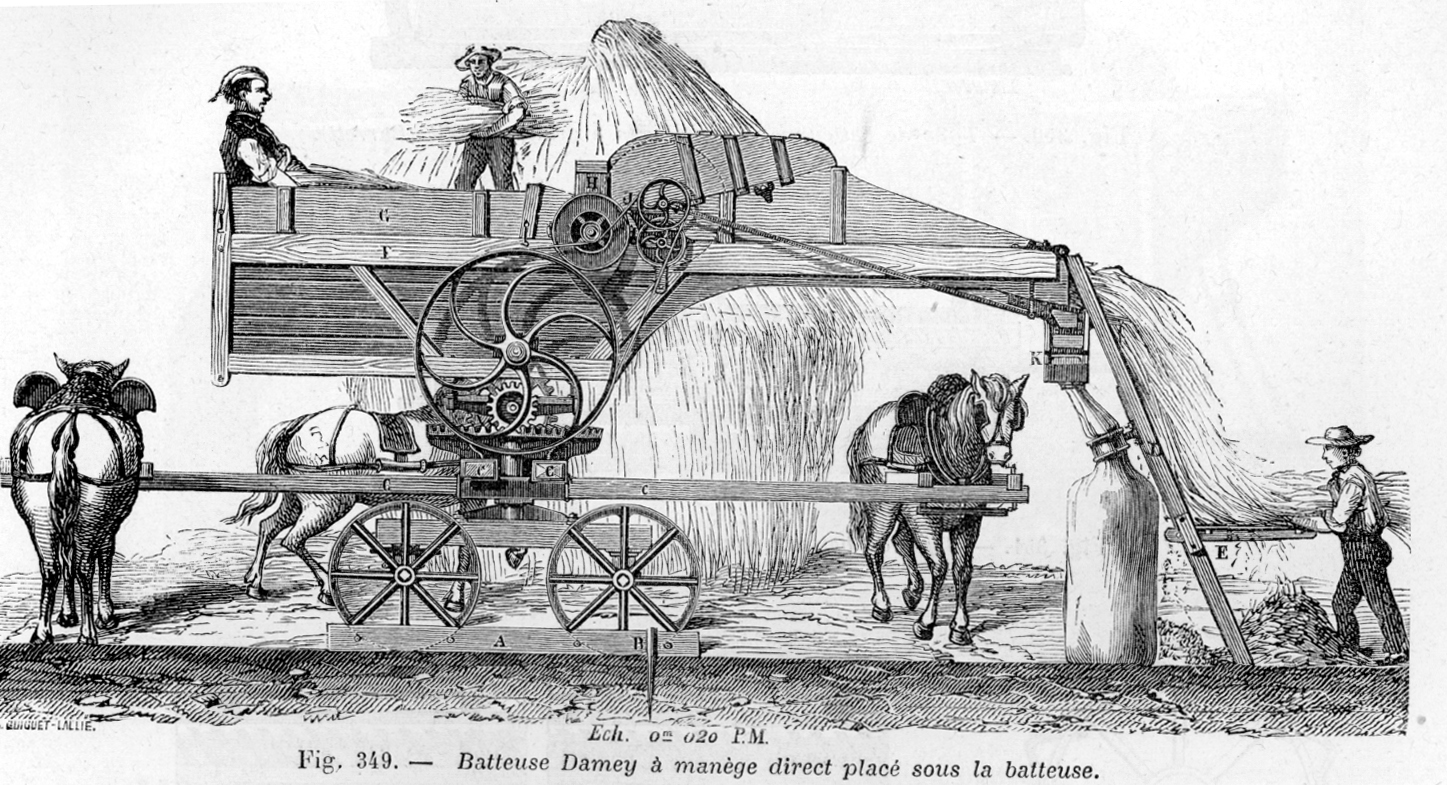
خرمن‌کوب در ۱۸۸۱

## تأثیرات اجتماعی اولیه
شورش‌های سوئینگ در بریتانیا تا حدی نتیجه ماشین خرمنکوبی بود. پس از سال‌ها جنگ، مالیات‌های بالا و دستمزدهای پایین، سرانجام کارگران مزرعه در سال ۱۸۳۰ شورش کردند. آنها سال‌ها با بیکاری مواجه بودند، به دلیل معرفی گسترده ماشین خرمن‌کوب و سیاست محصور کردن مزارع. دیگر نیازی به هزاران مرد برای مراقبت از محصولات نبود. این موضوع کارگران مزارع را در آستانه گرسنگی قرار می‌داد. شورشیان سوئینگ ماشین‌های خرمن کوب را شکستند و کشاورزانی را که آنها را در اختیار داشتند، تهدید کردند. با اغتشاشات بسیار سخت برخورد شد به طوری که ۹ نفر از آشوبگران به دار آویخته شدند و ۴۵۰ نفر دیگر به استرالیا منتقل شدند.